# 小向 (新潟市)
小向（こむかい）は、新潟県新潟市秋葉区の町字。郵便番号は956-0122。

## 概要
1889年（明治22年）から現在の大字。信濃川下流右岸に位置する。
もとは江戸時代から1889年（明治22年）まであった小向村の区域の一部。

### 隣接する町字
北から東回り順に、以下の町字と隣接する。
- 横川浜
- 鎌倉
- 水田

※信濃川を挟んで南区十二道島、次郎右衛門興野、上八枚と隣接。

## 歴史
開発年代は不明だが、1595年（文禄4年）の記録に村名が残る。

### 年表
- 1889年（明治22年）4月1日 : 合併により横水村の大字となり、村役場所在地となる。
- 1901年（明治34年）11月1日 : 合併により小須戸町の大字となる。
- 2005年（平成17年）3月21日 : 合併により新潟市の大字となる。
- 2007年（平成19年）4月1日 : 新潟市の政令指定都市移行により、秋葉区の大字となる。

## 世帯数と人口
2018年（平成30年）1月31日現在の世帯数と人口は以下の通りである。
| 大字 | 世帯数 | 人口  |
| ---- | ------ | ----- |
| 小向 | 63世帯 | 231人 |

## 小・中学校の学区
市立小・中学校に通う場合、学区は以下の通りとなる。
| 番地 | 小学校               | 中学校               |
| ---- | -------------------- | -------------------- |
| 全域 | 新潟市立小須戸小学校 | 新潟市立小須戸中学校 |

## 交通
- 新潟県道1号新潟小須戸三条線

## 出身者
- 北町一郎 - 小説家